# Paul Kiprop Kirui

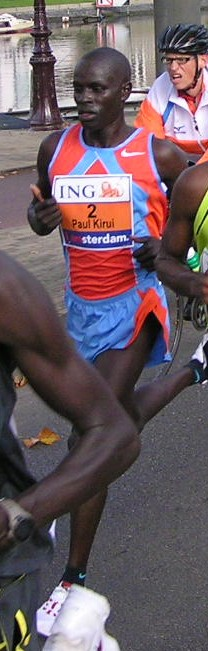
Paul Kirui beim Amsterdam-Marathon 2007

Paul Kiprop Kirui (* 5. Februar 1980) ist ein kenianischer Langstreckenläufer, der sich auf den Marathon spezialisiert hat.
2002 gewann er den Humarathon und wurde Zehnter bei den Halbmarathon-Weltmeisterschaften in Brüssel. Im Jahr darauf wurde er Zweiter beim Humarathon und siegte beim Berliner Halbmarathon.
2004 folgte nach Siegen bei Roma – Ostia und beim Berliner Halbmarathon der Titelgewinn bei den Halbmarathon-Weltmeisterschaften in Neu-Delhi. Beim New-York-City-Marathon kam er auf den achten Platz.
2005 wurde er Siebter beim Lissabon-Halbmarathon und Zweiter beim Mailand-Marathon.
Im Jahr darauf wurde er jeweils Zweiter beim Rotterdam-Marathon, beim Udine-Halbmarathon und beim JoongAng Seoul Marathon. 2007 wurde er Zweiter beim Seoul International Marathon und Vierter beim Amsterdam-Marathon, und 2008 gelang ihm nach einem fünften Platz in Rotterdam ein Triumph in Amsterdam.
2009 wurde er Zweiter beim Rom-Marathon und 2010 Dritter beim Seoul International Marathon. 2011 folgte einem siebten Platz beim Xiamen-Marathon und einem achten beim Vienna City Marathon ein Sieg bei Brüssel-Marathon. 2012 wurde er Sechster beim Madrid-Marathon.

## Persönliche Bestzeiten
- 10.000 m: 28:20,98 min, 22. Juni 2002, Nairobi
- Halbmarathon: 1:00:18 h, 24. September 2006, Udine
- Marathon: 2:06:44 h, 9. April 2006, Rotterdam